# Tadeusz Jaworski (1914–1945)

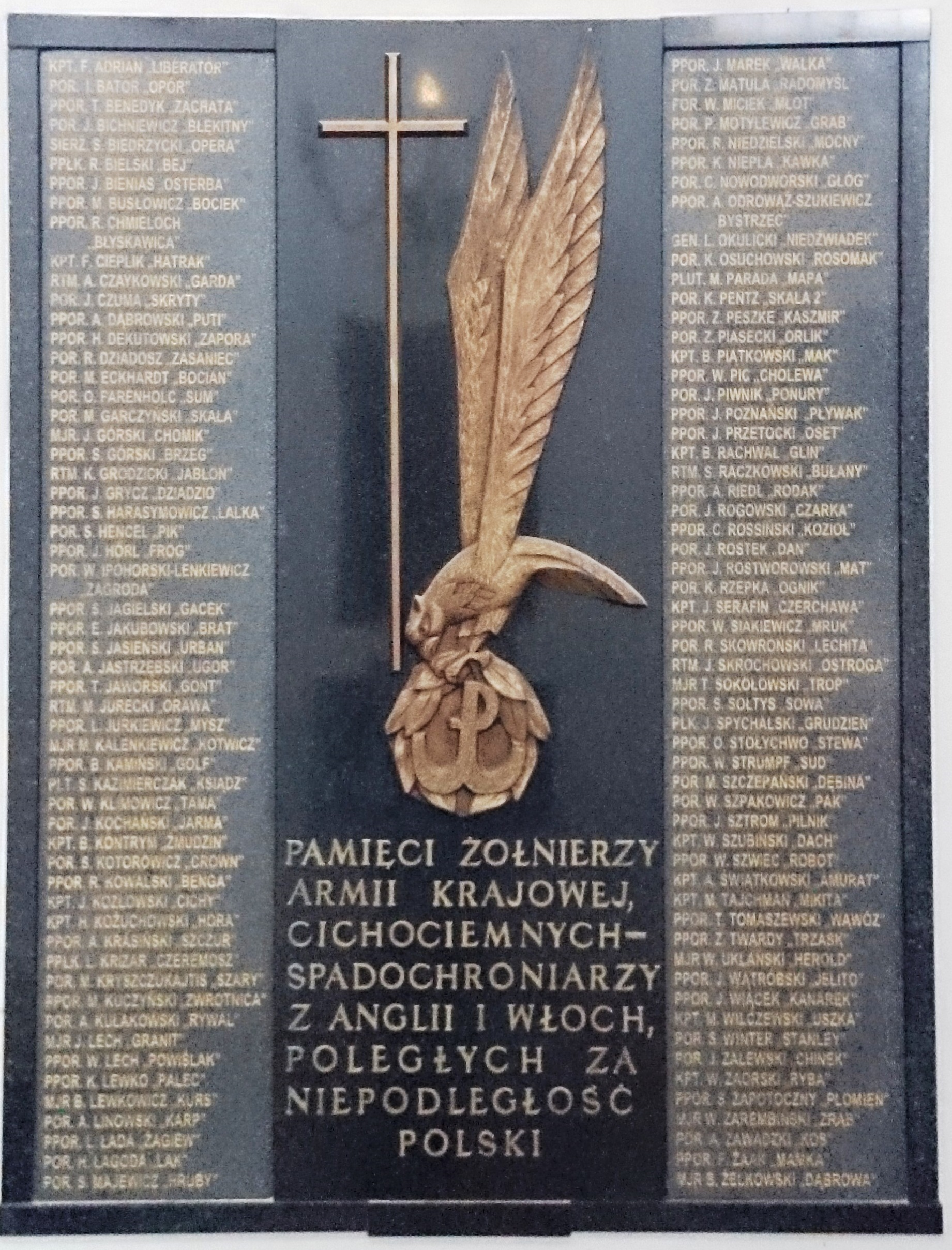
Tablica w kościele św. Jacka w Warszawie, upamiętniająca poległych cichociemnych, w tym Tadeusza Jaworskiego

Tadeusz Jaworski ps. Gont, Bis, vel Stanisław Kurek, vel Ryszard Wanat  (ur. 25 maja 1914 w Witkowie, zm. 9 marca 1945 w obozie w Buchenwald) – podporucznik Armii Krajowej, cichociemny. Znajomość języków: angielski, francuski.  Zwykły Znak Spadochronowy nr 3126, Bojowy Znak Spadochronowy nr 2022.

## Życiorys
Swoją edukację rozpoczął w Witkowie, gdzie ukończył szkołę powszechną, po czym podjął naukę w gimnazjum w Trzemesznie, w 1934 roku zdał egzamin dojrzałości. Podjął studia na Wydziale Prawa Uniwersytetu Poznańskiego, naukę przerwał wybuch II wojny światowej. Od 20 września 1935 roku do 1 maja 1936 roku uczestniczył w dywizyjnym kursie podchorążych rezerwy piechoty, przy 17 Wielkopolskiej Dywizji Piechoty. Po jego ukończeniu został awansowany na stopień kaprala podchorążego, ze starszeństwem od 18 września 1936 roku. 
W kampanii wrześniowej został przydzielony do Ośrodka Zapasowego 18 WDP, wraz z jednostką ewakuowany do Kowla. Po powrocie prowadził tartak w Witkowie. Wraz z późniejszym cichociemnym Antonim Pospieszalskim 16 stycznia 1940 roku wyruszył do Krakowa, 27 stycznia w okolicach Szczawnicy przekroczyli granicę polsko–słowacką, 29 stycznia pod Koszycami – granicę z Węgrami. Internowany w obozie Szob, 22 lutego 1940 roku przez Jugosławię i Grecję przedostali się statkiem „Patris” do Marsylii (Francja). Wstąpił do Polskich Sił Zbrojnych, został przydzielony do 9 Pułku Piechoty 3 Dywizji Piechoty. Po klęsce Francji ewakuowany, od 22 czerwca 1940 roku przebywał w Wielkiej Brytanii, został przydzielony do 24 Pułku Ułanów 10 Brygady Kawalerii Pancernej. 

## Cichociemny
Zgłosił się do służby w kraju. Został przeszkolony ze specjalnością w dywersji, na kursach specjalnych dla kandydatów na cichociemnych, m.in.  dywersyjno-strzeleckim (STS 25, Garramour), podstaw wywiadu (STS 31, Bealieu), oficerskim kursie motoryzacji (Ośrodek Wyszkoleniowy Broni Pancernej), spadochronowym (STS 51, Ringway), walki konspiracyjnej oraz odprawowym (STS 43, Audley End), i in.  29 listopada 1942 roku został zaprzysiężony na rotę AK, obrał pseudonim Gont. Został awansowany na stopień podporucznika 1 grudnia 1942 roku.
Skoczył ze spadochronem do okupowanej Polski w nocy 17/18 lutego 1943 roku, w operacji lotniczej „Wall” dowodzonej przez  kpt. naw. Mieczysława Kuźmickiego, z samolotu Halifax DT-725 „J” (138 dywizjon RAF), na placówkę odbiorczą „Lis”, w okolicach miejscowości Zgiechów, 14 km od Mińska Mazowieckiego. Razem z nim skoczyli cichociemni: ppor. Antoni Iglewski ps. Ponar, ppor. Władysław Wiśniewski ps. Wróbel, ppor. Antoni Żychiewicz ps. Przerwa.
Po aklimatyzacji do realiów okupacyjnych został przydzielony do Kedywu Okręgu AK Lwów, od 20 marca 1943 roku jako dowódca ośrodka dywersyjnego „Zachód” oraz dowódca oddziału likwidacyjnego. Rozpoczął intensywne szkolenie grup dywersyjnych, w celu zdobycia amunicji i broni, wykonał kilka akcji. Uczestniczył w wielu akcjach bojowych, m.in. 16 czerwca 1943 roku wraz z cichociemnymi Stanisławem Olszewskim oraz Piotrem Szewczykiem, a także dwoma żołnierzami AK ps. Żorź i Jancia uczestniczył w udanej akcji odbicia Jana Bojczuka ps. Wilk, oficera ds. scaleniowych Narodowej Organizacji Wojskowej z lwowskiego szpitala więziennego.
Zadaniem lwowskiego Kedywu była m.in. likwidacja konfidentów, agentów ukraińskich i polskich współpracujących z okupantem. Jesienią 1943 roku Kedyw we Lwowie rozpoczął akcje sabotażowe na torach kolejowych. Żołnierze Kedywu brali także udział operacjach odwetowych przeciwko Ukraińskiej Powstańczej Armii.
14 września 1943 roku został przypadkowo aresztowany przez niemiecką policję kryminalną Kripo. Wywieziony do obozu koncentracyjnego KL Gross-Rosen, stamtąd do obozu KL Buchenwald. 9 marca 1945 roku został zamordowany w niewyjaśnionych okolicznościach. Został pośmiertnie odznaczony Srebrnym Krzyżem Orderu Wojennego Virtuti Militari.

## Upamiętnienie
W lewej nawie kościoła św. Jacka przy ul. Freta w Warszawie odsłonięto w 1980 roku tablicę Pamięci żołnierzy Armii Krajowej, cichociemnych – spadochroniarzy z Anglii i Włoch, poległych za niepodległość Polski. Wśród wymienionych 110 poległych cichociemnych jest Tadeusz Jaworski „Gont”.